# Lijst van rijksmonumenten in Venhuizen
De plaats Venhuizen telt 10 inschrijvingen in het rijksmonumentenregister. Hieronder een overzicht.
| Object | Oorspronkelijke functie? | Bouwjaar                               | Architect | Locatie            | Coördinaten?                  | Nr.?   | Afbeelding                                            |
| --- | ------------------------ | -------------------------------------- | --------- | ------------------ | ----------------------------- | ------ | ----------------------------------------------------- |
| Stolphoeve met houten top rechts op de voorgevel | Boerderij                | 1773                                   |           | De Buurt 1         | 52° 40' 39" NB, 5° 14' 1" OL  | 37124  | Meer afbeeldingen                                     |
| Huisje, gedekt door een dwars schilddak met hoekschoorstenen. Houten voorgevel op bakstenen plint, rechts doorlopend langs de afgeschuinde hoek                                                                                 | Woonhuis                 | ca. 1800                               |           | Kerkeveld 3        | 52° 40' 4" NB, 5° 12' 58" OL  | 37125  | Meer afbeeldingen                                     |
| Nederlands Hervormde kerk | Kerk en kerkonderdeel    | 15e eeuw (ingebruikname)               |           | Kerkweg bij 109    | 52° 40' 5" NB, 5° 12' 57" OL  | 37126  | Meer afbeeldingen                                     |
| Klokkenstoel, in de toren van de Hervormde Kerk met klok van Geert van Wou. Bij brand in 2003 is de klokkenstoel geheel verloren gegaan.                                                                                        | Kerk en kerkonderdeel    | 1500 (klok)                            |           | Kerkweg bij 109    | 52° 40' 5" NB, 5° 12' 56" OL  | 37127  | Meer afbeeldingen                                     |
| Voormalig raadhuis van de stede Hem. Rechthoekig gebouw, bestaande uit een begane grond en een verdieping, gedekt door schilddak met dakkapel. De cartouche op de gevel met opschrift '1662' is afkomstig van een ouder gebouw. | Woonhuis                 | tweede of derde kwart 18e eeuw         |           | Westeinde 3        | 52° 39' 45" NB, 5° 12' 0" OL  | 37128  | Meer afbeeldingen                                     |
| Overhaal. Aan de weerszijden van de weg twee houten windassen met bijbehorende bakstenen straatjes en planken glijvoeren die uitkomen die uitkomen in de evenwijdige met de weg lopende sloten                                  | Scheepshulpmiddel        |                                        |           | Westerbuurt bij 34 | 52° 40' 32" NB, 5° 12' 37" OL | 37129  | Meer afbeeldingen                                     |
| De boerderij met woonhuis | Woonhuis                 | 1850-1875                              |           | De Buurt 62        | 52° 40' 37" NB, 5° 13' 28" OL | 508436 | Meer afbeeldingen                                     |
| Burgemeesterwoning | Woonhuis                 | 1875-1899                              |           | De Buurt 82        | 52° 40' 36" NB, 5° 13' 14" OL | 508437 | Burgemeesterwoning                                    |
| Stolpboerderij van het afgeleide Noord-Hollandse type | Boerderij                | 1905 1829 (fundering vorige boerderij) |           | Westeinde 13       | 52° 39' 44" NB, 5° 11' 50" OL | 508438 | Stolpboerderij van het afgeleide Noord-Hollandse type |
| Boerderij "Swanenplaats" | Boerderij                | 1850-1874                              |           | De Buurt 11        | 52° 40' 38" NB, 5° 13' 53" OL | 508444 | Meer afbeeldingen                                     |